# 唇歯はじき音
唇歯はじき音（しんし はじきおん）とは子音の種類の一つ。下唇で上歯を軽く弾くことによって生じる音。

## 概要
下唇を上の歯の内側に置き、それをはじいて元の位置に戻すことで音を出す。舌を使わないはじき音という、かなり珍しい音で、国際音声記号にも長らくこの音を表す記号が存在しなかったが、2005年に [ⱱ] が追加された。Unicode では U+2C71 にあるが、グリフを実装していないフォントも多い。

## 特徴
- 気流の起こし手 - 肺臓気流機構によって生じる呼気。
- 発声 - 声帯の振動を伴う有声音。
- 調音
  - 調音位置 - 下唇と上歯による唇歯音。
  - 調音方法
    - 口腔内の気流 -
    - 調音器官の接近度 - 瞬間的な閉鎖を一回だけ作るはじき音
    - 口蓋帆の位置 - 口蓋帆を持ち上げて鼻腔への通路を塞いだ口音。

## 言語例
主にアフリカの言語に見られる。
- マルギ語（英語版） [bə́ⱱú] 「飛び去る様子」[1]